# Эксцентрик-балет Сергея Смирнова
Эксце́нтрик-бале́т Серге́я Смирно́ва — танцевальный коллектив из Екатеринбурга, созданный хореографом Сергеем Смирновым в 1995 году. Лауреат международных фестивалей современного танца, четырежды лауреат национальной театральной премии «Золотая маска». Участник культурной программы XXII зимних олимпийских игр в Сочи (2014).

## Художественный руководитель
Коллектив образован Сергеем Смирновым в 1995 году в Свердловском училище искусств и культуры. С 2002 года труппа посетила фестиваль «Золотая Маска», где завоевала премию за лучший спектакль современного танца.
Смирнов Сергей Владимирович (род. 1965) в 1987 году окончил Кировское училище культуры. В 1995 году начал преподавать в Екатеринбургском училище культуры и искусства.
С 2003 года Смирнов — балетмейстер Свердловского театра музыкальной комедии, а «Эксцентрик-балет» — часть коллектива театра, участвующий в спектаклях «Секрет храбрости», «Парк советского периода», «Калиостро», «Ночь открытых дверей», «Храни меня, любимая», «Свадьба Кречинского», «Влюбленные обманщики», www.СИЛИКОНОВАЯ ДУРА.net, «Остров За», «Мёртвые души», «Алые паруса».

## Состав коллектива

### Солисты
- Татьяна Брызгалова[4]
- Ашот Назаретян[4]

### Артисты
- Юлия Кириллова
- Ирина Кокорина
- Надежда Рыжая
- Екатерина Снигирева
- Анна Милашина
- Никита Водолазский
- Роман Карпенко
- Георгий Максимов
- Ирина Макушинская
- Павел Зубков
- Ульяна Зубкова

## Награды коллектива
- фестиваль современного танца, «Лучшая балетмейстерская работа» (Кемерово, 1995)
- фестиваль современного танца «Класс», «Гран-при» (Североуральск, 1995, 1996, 1997)
- конкурс «Утренняя звезда», Гран-при (Москва, 1998)
- Всероссийский фестиваль современного танца «Лиса», Гран-при (Саранск, 2000)
- Международный фестиваль современного танца, Гран-при, Премия им. Е. Панфилова (Витебск, 2003)
- Театральная премия конкурса и фестиваля «Браво!» (Екатеринбург, 2001, 2003, 2004, 2005, 2009)
- Национальная театральная премия «Золотая маска» в номинациях «Лучший спектакль современного танца» («Голос» в 2002 году, «Тряпичный угол» в 2005 году, «Глиняный ветер» в 2008 году) и «Лучшая работа хореографа в современном танце» (Сергей Смирнов, спектакль «Глиняный ветер» в 2009 году)

## Данс-спектакли
- 1996 — «Сладкое утро»
- 1997 — «За дверью»
- 1998 — «Отражение»
- 1999 — «Маленькие истории, рассказанные другу»
- 2000—2001 — «Голос»
- 2002 — «След на траве»
- 2003 — «Выход»
- 2004—2005 — «Тряпичный угол»
- 2006 — «Выше неба»
- 2008 — «Глиняный ветер»
- 2008 — «Маленькие истории, рассказанные другу. Версия 2»
- 2010 — «Задалечины»
- 2011 — «Kreis»
- 2013—2014 — «Хронотоп»
- 2014 — «Грамматика одного движения»
- 2017 — «Песни последней травы»
- 2019 — «Чусовская тетрадь»
- 2020 — «Тихий вечер N 25»[5]